# Пежвін
Пежвін (пол. Pierzwin) — село в Польщі, у гміні Новоґруд-Бобжанський Зеленогурського повіту Любуського воєводства.
Населення — 266 осіб (2011).
У 1975-1998 роках село належало до Зеленогурського воєводства.

## Демографія
Демографічна структура станом на 31 березня 2011 року:
|          | Загалом | Допрацездатний вік | Працездатний вік | Постпрацездатний вік |
| -------- | ------- | ------------------ | ---------------- | -------------------- |
| Чоловіки | 128     | 31                 | 89               | 8                    |
| Жінки    | 138     | 36                 | 76               | 26                   |
| Разом    | 266     | 67                 | 165              | 34                   |